# Burdignes
Burdignes é uma comuna francesa na região administrativa de Auvérnia-Ródano-Alpes, no departamento de Loire. Estende-se por uma área de 30,81 km². Em 2010 a comuna tinha 377 habitantes (densidade: 12,2 hab./km²).